# Coreia do Norte nos Jogos Olímpicos de Inverno de 1972
A Coreia do Norte competiu nos Jogos Olímpicos de Inverno de 1972, realizados em Sapporo, Japão.